# Mamayivtsi
Mamayivtsi (en ukrainien Мамаївці ; en roumain Mămăești ou Mămăeștii Vechi, en allemand Alt-Mamajestie) est un village d'Ukraine situé dans le raïon de Tchernivtsi, dans l'oblast de Tchernivtsi.
La localité comptait 5 818 habitants en 2007, principalement des Ukrainiens (ou Ruthéniens).